# Heinrich Louis Ney
Heinrich Louis Ney (* 5. Juni 1952 in Interlaken) ist ein Schweizer Künstler. Der Maler, Zeichner und Aktionskünstler hat autodidaktisch eine Technik der zeichnerischen Verdichtung mit Farbstiften, Tusche und Acryl entwickelt. Einer seiner bekanntesten Förderer war der Basler Kunstwissenschaftler Thomas Stoll. Ney lebt in seinem Atelier in der Zürcher Altstadt.

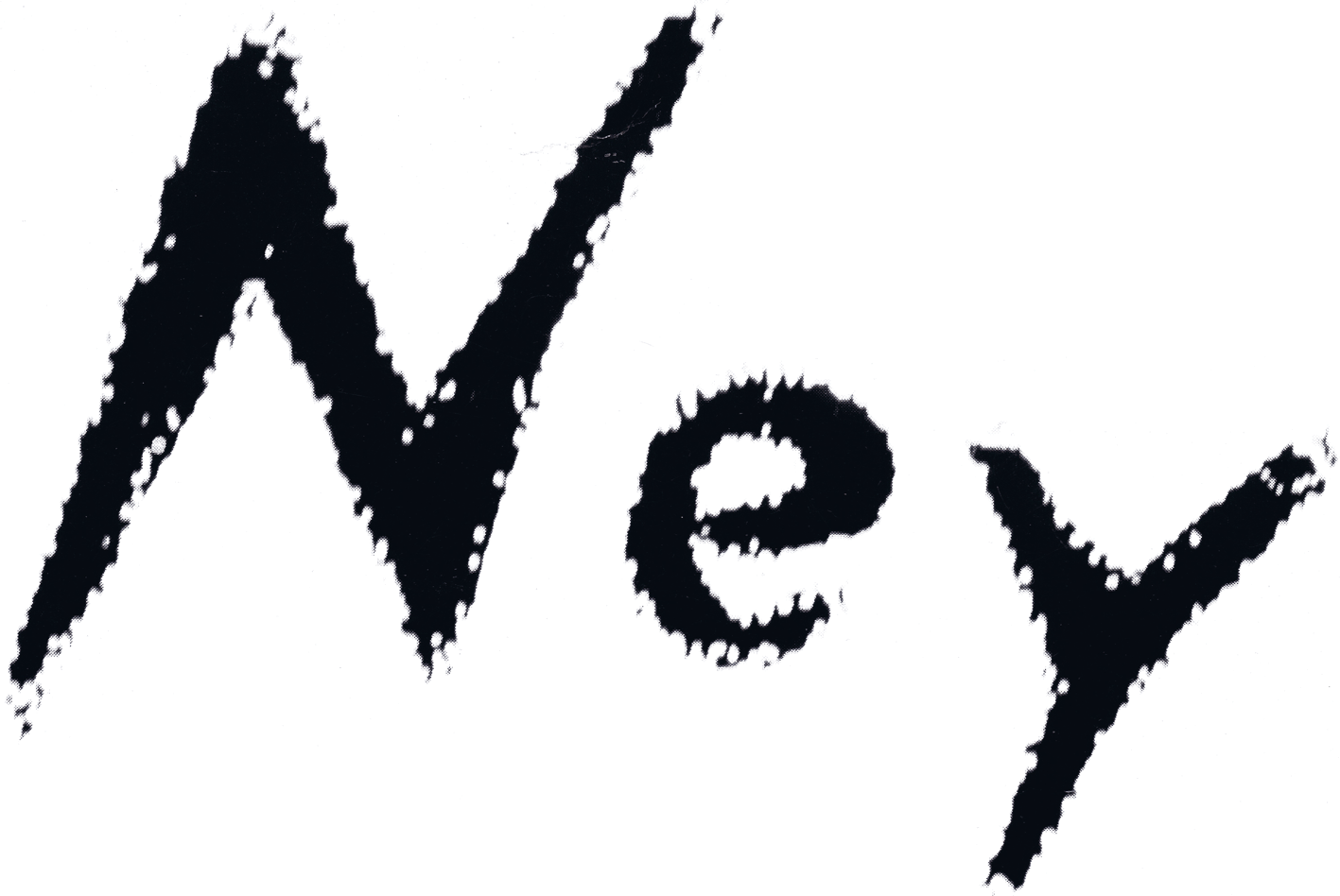
Signatur

## Leben
Geboren am 5. Juni 1952 in Interlaken als mittleres von drei Kindern, hat Heinrich Louis Ney schon früh viel gezeichnet, fantastische Figuren, wie er erzählt, die vor allem seine Grossmutter väterlicherseits erstaunten. Deren französischstämmiger Mann hatte in jungen Jahren oberhalb des Brienzersees einen Schiefersteinbruch erworben und sich autodidaktisch zum Sprengmeister ausgebildet. Doch weder Neys Vater, der den Steinbruch weiterführte, noch die aus der Toskana eingewanderte Mutter nahmen trotz Fürsprache der Grossmutter besonders Notiz von den künstlerischen Anwandlungen ihres Sohnes. Und auch vom Zeichnungslehrer kam kaum mehr Aufmunterung als ein Lob über ein gelungenes Selbstporträt.
So absolvierte Heinrich Ney nach der Schule eine Lehre als Zahntechniker. Es war die Zeit der aufkommenden Hippiebewegung der Sechzigerjahre, und zu seinen besten Freunden gehörte der Pianist Hanery Amman, der mit Polo Hofer in Interlaken später die Band Rumpelstilz gründete und erstmals auf die Bühnen brachte, was den Markennamen Schweizer Mundartrock prägte. Inspiriert haben Ney damals aber mehr der Jazzrock von Weather Report sowie Klaus Doldingers Gruppe Passport – und insbesondere die Bilder der Surrealisten. Deren Motive, erinnert sich Ney, hätten auf ihn eine halluzinatorische Energie ausgestrahlt. Er liess sie noch Jahre später in seine Bilder einfliessen, als er sich bereits in der Churer Kunstszene etabliert hatte.
Von der Bündner Hauptstadt schwärmte Hanery Amman. Dort fand Heinrich Ney nach einer einjährigen Reise, die ihn zusammen mit einem Meiringer Freund in einem 2CV-Kastenwagen quer durch Afghanistan, Pakistan und Indien bis nach Goa und zurück in die Schweiz geführt hatte, eine erste Stelle und bald auch Anerkennung als Maler. Er war seiner Leidenschaft für das Zeichnen zwar immer treu geblieben, damit aber den Lebensunterhalt zu verdienen, wurde erst ein Thema, als ihm ein rühriger Freund eine erste Ausstellung im St. Moritzer Hotel «Palace» vermittelte.
Angespornt vom unerwarteten Erfolg dieser Ausstellung und einer enthusiastischen Besprechung in der damaligen «Bündner Zeitung», kündigte Ney seine Stelle und richtete sich ein Atelier ein, das unter dem Namen „Bärenloch“ in Chur bald Furore machte, zumal es dort noch kaum Galerien gab. Er stellte einen alten DDR-Konzertflügel in seinen Arbeitsraum, öffnete ihn für Besucher und organisierte zusammen mit dem tschechischen Künstler Vladimir Zàk Musiksessions, Performances sowie eigene wie Gast-Ausstellungen. Es folgte Ende der Siebzigerjahre noch eine lange Asienreise, von der er wieder viele bildnerische Motive mitbrachte, dann zog Heinrich Ney als freischaffender Künstler nach Zürich, wo er mit einem fünfjährigen Unterbruch in Paris (2000–2005) noch heute lebt.

## Das künstlerische Werk
„Damit man sich dem Unmachbaren annähern kann“, sagt Heinrich Ney, „muss man zuerst das Machbare machen.“ „Wie Giacometti oder Morandi“, ergänzt Ney, „die auch immer versucht haben, sich dem Unerreichbaren anzunähern.“ In seinem Churer Atelier waren noch Plastiken, spontane, figurative Malerei oder naturalistisch anmutende architektonische Aquarelle und Ölbilder entstanden, in denen Ecken und Winkel dominierten und für die er den Begriff „Angulismus“ kreiert hatte.
In Zürich setzt seine Phase der Verdichtung ein. Die Zeichen und Figuren, die ihm meditativ schon immer leicht aus der Hand flossen, beginnen zu interagieren, bilden „Kettenreaktionen“, wie es der Kulturjournalist und Dokumentarfilmer Peter K. Wehrli 1988 anlässlich einer Ausstellung im Wengihof umschrieb, und belegen mit ihrer „rebellischen Lebensfülle“ die ganze Bildfläche. Über die Jahre werden Heinrich Neys Figuren immer kleiner. In den Werken „Migration“ lösen sie sich gegen den Bildrand hin vom Piktogramm zum Pixel auf. Damit verbildlicht Ney seine Interpretation dieses nach wie vor aktuellen Themas: Die Migranten, die Heimat suchen, werden anonym, Kulturen gleichen sich an und verschwinden. In den Arbeiten „Gedanken an das Nichts“ sind es nur noch Abertausende von Farbstift- oder Tuschfederstrichlein, in deren fliessenden Übergängen der NZZ-Kunstjournalist Philipp Meier den «Sfumato-Effekt eines Turners» erkannte.
Die Bildserie der «Schwarzen Löcher» entstand in Paris, wo Heinrich Ney nach 2000 fünf Jahre lang lebte, zuerst im Atelier des Basler Künstlers Werner Ritter, dann für drei Jahre am Montmartre. In diesen Werken, wo alles zu nichts wird, lotete er seine Sysiphus-Technik konsequent bis an die eigenen physischen und psychischen Grenzen aus. Nach Monaten des akribischen Setzens von winzigsten Strichlein für ein Werk, berichtet er, habe er lange pausieren müssen, um seine Augen zu schonen. Erst kürzlich hat er diese Arbeitstechnik wieder aufgenommen. Nun entstehen aber aus den Strichen keine amorphen Strukturen mehr, sondern Porträts von nackten Frauen. Aus dem Nichts wird wieder alles.
Heinrich Neys Bilder sind mittlerweile in vielen namhaften privaten und institutionellen Sammlungen vertreten. Die enge Anbindung an eine Galerie hat er allerdings trotz guter Angebote immer abgelehnt. Selbst Neys renommiertester Förderer Thomas Robert Stoll, der ehemalige Leiter der Basler Kunsthalle und Organisator der ersten Schweizer Giacometti-Ausstellung, konnte ihn in den Achtzigerjahren nicht bewegen, seine Freiheit aufzugeben, um vom Netzwerk des modernen Kunstmarkts zu profitieren. Ney zog es vor, mit Künstlerfreunden wie Paul Sieber oder Walter Wegmüller oder alleine auszustellen und daneben seine Bilder in eigener Regie in seinem Atelier zu verkaufen. Wenn er wisse, wo eines seiner Bilder hinkomme, sagt Heinrich Ney, erfülle ihn das mit grosser Freude: „Erst dann beginnt für mich ein Bild zu leben.“

## Künstlerische Themen und Werke
- Angulismus: Werke, in denen Ecken und Kanten dominieren
- Kettenreaktionen: Phase der Verdichtung mit Zeichen und Figuren, die über Jahre immer kleiner werden.
- Migration: In diesen Werken lösen sich die Figuren gegen den Bildrand hin vom Piktogramm zum Pixel auf.
- Gedanken an das Nichts: Tausende von Farbstift- oder Tuschfederstrichlein mit fliessenden Übergängen.
- Schwarze Löcher: Auslotung der Strichlein-Technik bis an die eigenen physischen und psychischen Grenzen.
- Porträts nackter Frauen: Auslotung seiner Farbstift-Strichtechnik bis zur vollständigen zeichnerischen Figürlichkeit.

## Publikationen
- Idee und Gestaltung des Titelblatts der SBB-Zeitung „Bahnhofblatt“ 1993
- Gestaltung des Plakats für die Bündner Herbstmesse Gehla (Jubiläumsplakat 1. Preis)

## Filme
- Kurzspielfilm „A Mugge im Oug“ 1993 (finanziert durch das Schweizer Fernsehen DRS, den Kanton Bern und andere)
- Weitere Projekte in Bearbeitung